# Larry Ridley
Larry Ridley, né Laurence Howard Ridley le 3 septembre 1937, est un bassiste de jazz et un professeur de musique américain.

## Biographie
Ridley naît et grandit à Indianapolis, dans l'Indiana. Il joue ses premiers concerts professionnels dans les années 1950, alors qu'il fréquente encore le collège. Il étudie ensuite à l'école de musique de l'université de l'Indiana (en), puis à la Lenox School of Jazz (de), dans le Massachusetts, ainsi qu'à l'université de New York. Il obtient un « Bachelor of Science » et reçoit le titre de docteur à l'université de Maryland East Shore. Ridley dirige également le programme de jazz à l'université Rutgers, dans le New Jersey.
Dr. David Baker (en), un autre musicien de jazz originaire d'Indianapolis, est l'un des premiers mentors de Ridley. Ridley est le bassiste du big band de Baker durant ses études à l'université de l'Indiana. Il n'enregistre que très peu sous son vrai nom ; à ses débuts, dans les années 1960, il se fait connaître sous le nom de Sideman grâce à ses tournées et ses enregistrements avec des grands chanteurs tels que Wes Montgomery, Hank Mobley, Freddie Hubbard, Slide Hampton, Thelonious Monk, Horace Silver, Dizzy Gillespie, Benny Goodman, Chet Baker, Dinah Washington, Coleman Hawkins, Duke Ellington, Sonny Rollins, Lee Morgan, Gerald Wilson, Clark Terry, Randy Weston ou encore George Wein. Dans les années 1970, il travaille avec Al Cohn, puis dans les années 1980, il participe aux derniers enregistrements de Chet Baker et son groupe Dameronia.
Ridley devient président du jury de jazz de la National Endowment for the Arts (NEA) et est le coordinateur national du programme Jazz Artists in Schools (« Des artistes de jazz dans les écoles ») durant cinq ans (1976–1982). Il se voit décerner le Living Legacy Jazz Award par la Mid Atlantic Arts Foundation (en), entre dans le « Hall of Fame » de l'International Association for Jazz Education (IAJE) en 1998 puis dans celui du magazine Down Beat. Il reçoit également un prix du Jazz Benny Golson de la part de l'université Howard, et est récompensé par un prix Juneteenth de proclamation décerné par le conseil municipal de New York en 2006.
Ridley est actuellement le Président-Directeur général de l'African American Jazz Caucus, Inc., une filiale de l'IAJE. Il est également le coordinateur régional de l'IAJE pour le nord-ouest des États-Unis. Il continue d'enseigner la basse de jazz à l'Manhattan School of Music et est actuellement artiste résident au Arthur Schomburg Center for Research in Black Culture de la bibliothèque publique de New York, basée dans le quartier de Harlem. Chaque année, il y organise une série dédiée à la présentation de compositions de grands musiciens du jazz qu'il a jouées avec son groupe, le Jazz Legacy Ensemble.

## Discographie

### En tant que chef d'orchestre
- 1975 : Sum of the Parts (Strata-East Records)
- 1989 : Live at Rutgers University (Strata-East)

### En tant que musicien
Avec Chet Baker :
- Chet Baker Quartet/Live in France 1978, une piste seulement, (Gambit Records, 2005)

Avec Al Cohn : 
- Play It Now (Xanadu, 1975)

Avec Dameronia : 
- Live au Theatre Boulogne-Billancourt (1989)

Avec Red Garland: 
- The Nearness of You (Jazzland, 1961)

Avec Dexter Gordon :
- The Panther! (Prestige, 1970)

Avec Stéphane Grappelli et Joe Venuti :
- Venupelli Blues (Affinity, 1969)

Avec Roy Haynes :
- Cracklin' (New Jazz, 1963)
- Cymbalism (New Jazz, 1963)

Avec Freddie Hubbard :
- Hub Cap (Blue Note, 1961)
- Blue Spirits (Blue Note, 1965)

Avec Jackie McLean : 
- Destination... Out! (Blue Note, 1963)
- Jacknife (Blue Note, 1965)

Avec Hank Mobley: 
- Dippin' (Blue Note, 1965)
- Straight No Filter (Blue Note, 1989)

Avec James Moody :
- Feelin' It Together (Muse, 1973)

Avec Lee Morgan :
- Cornbread (Blue Note, 1965)

Avec Horace Silver :
- The Jody Grind (Blue Note, 1966)